# Deportes Dinastía de Riosucio
El Club Deportes Dinastía de Riosucio fue un club de fútbol colombiano, de la ciudad de Riosucio, Caldas. Fue fundado en 1989 y jugó en la Categoría Primera B hasta 1992. El club fue uno de los precursores del torneo profesional de Ascenso, participando de la temporada inaugural en 1991.

## Historia
El club fue fundado a finales de los años 80 por algunos empresarios de la región, quienes eran grandes admiradores de la famosa serie de tv norteamericana de aquella época, llamada Dinastía. De ahí, el nombre del equipo.
Su primera participación en el ascenso –bajo la dirección técnica de Heberto Carrillo– terminó con un decoroso quinto puesto y con dos valores que más adelante darían de qué hablar en el medio: Juan Carlos Henao y David “Cachaza” Hernández.  Para 1992, el aceptable desempeño de la primera temporada dio paso a la debacle. El punto más álgido de la temporada tuvo lugar el 19 de julio de 1992 cuando el Atlético Huila, con un potente ataque comandado por el gran “Teacher” Berrío, atendió al disminuido equipo caldense con un 10-0 que hasta hoy sigue siendo la goleada más abultada en la historia de la categoría Primera B. A este dato hay que añadirle que los dos enfrentamientos anteriores entre estos dos equipos, el 10 de mayo y el 28 de junio, habían terminado 5-0 y 6-1 respectivamente, siempre a favor de los opitas. Cabe aclarar también que el arco de Dinastía ya no estaba a cargo de Juan Carlos Henao, quien a comienzos de año fue llamado por el Once Caldas para ocupar el puesto de tercer arquero. Nada pudieron hacer José Rivas, José Reales y Arturo Candanosa, para ayudar a salir al Dinastía del sótano de la Primera B,  locación que no abandonó durante todo el torneo de Ascenso de 1992.

## Estadio
El Vergel, con capacidad para 6.000 personas. Fue usado por el Once Caldas para partidos de la Liga colombiana de Campeonato colombiano 1994 y en 2010.

## Uniforme
- Uniforme titular: Camiseta blanca, pantalón blanco y medias blancas con detalles verdes en las cuatro piezas de ropa.
- Uniforme visitante: Camiseta verde, pantalón verde y medias verdes con detalles blancos en las cuatro piezas de ropa.
- Uniforme alternativo/ tercero: Camiseta Dorada con detalles azules, pantalón y medias Azul-Royal con detalles dorados.

## Datos del club
- Temporadas en 1ª: 0
- Temporadas en 2ª: 2 (1991-1992)
- Mejor puesto:
  - En Primera B: 5° (1991)
- Peor puesto:
  - En Primera B: 12º (1992)